# Marcus du Sautoy

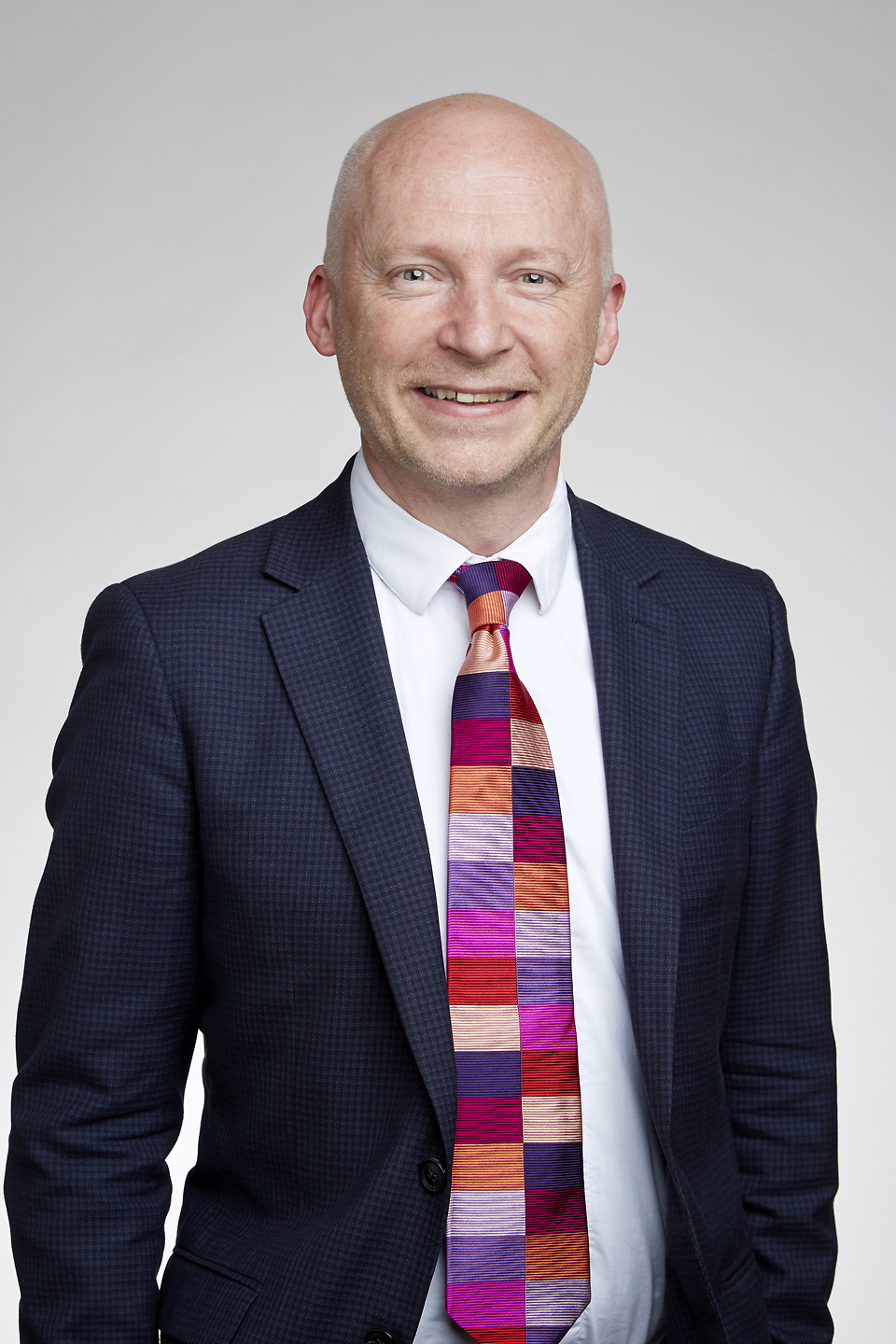
Du Sautoy, 2016

Marcus Peter Francis du Sautoy OBE (* 26. August 1965 in London) ist ein britischer Mathematiker und Autor populärwissenschaftlicher Sachbücher über Mathematik.

## Leben
Du Sautoy wuchs in Henley-on-Thames auf und studierte am Wadham College in Oxford (All Souls College, Wadham College), wo er bei Dan Segal mit einer Arbeit über Discrete Groups, Analytic Groups and Poincare Series promoviert wurde.
Er ist Professor für Mathematik an der Universität Oxford und Fellow des New College. Außerdem ist er seit 2008 Nachfolger von Richard Dawkins in der Simonyi Professur für Public Understanding of Science in Oxford. Des Weiteren ist er Senior Media Fellow des EPSRC (das britische Engineering and Physical Sciences Research Council).
Er war unter anderem Gastwissenschaftler und Gastprofessor am Max-Planck-Institut für Mathematik in Bonn, der École normale supérieure in Paris, der Australian National University in Canberra und der Hebrew University. Er war Royal Society Research Fellow in Oxford.
Er ist verheiratet, hat drei Kinder und lebt in London (2008).
Du Sautoy befasst sich vor allem mit den Bereichen Zahlentheorie und Gruppentheorie.
Bekanntheit erlangte er mit dem Buch Die Musik der Primzahlen über die Riemannsche Vermutung. Ein weiteres Buch über Gruppentheorie (speziell die moonshine-Eigenschaften der sog. Monstergruppe) erschien 2007. Er schreibt außerdem unter anderem für The Times, Daily Telegraph, The Independent und The Guardian und tritt in Fernsehreihen und Hörfunkprogrammen der BBC auf, unter anderem mit der vierteiligen Reihe The story of Maths 2008 bei BBC Four. Außerdem hält er Mathematikvorträge für Hörerschaften, die von Bankern bis zu Schulkindern reichen (zum Beispiel lautet ein Vortrag Why Beckham choose the 23 shirt). In Großbritannien ist er sehr populär und wurde vom Independent on Sunday zu den führenden Wissenschaftlern des Landes gezählt und von Esquire Magazine 2004 zu den 100 wichtigsten Leuten unter 40 Jahren in Großbritannien. The Telegraph bezeichnete ihn als Verfechter von „Romance and Mystery“ der Mathematik.
2006 war er Invited Speaker auf dem Internationalen Mathematikerkongress in Madrid (Zeta functions of groups and rings, mit Fritz Grunewald). 2006 hielt  er die Weihnachtsvorlesung der Royal Institution (The Num8er My5teries). Er ist Fellow der American Mathematical Society. 2016 wurde er zum Mitglied der Royal Society gewählt.

## Veröffentlichungen

### Bücher
- Eine mathematische Mystery Tour durch unser Leben. C. H. Beck, München 2011, ISBN 978-3-406-62192-5.
  - Originaltitel: The Numbers Mysteries. A Mathematical Odyssey through Everyday Life. HarperCollins, 2009. (hervorgegangen aus den Weihnachtsvorlesungen an der Royal Institution, übertragen auf Channel 5).
- Die Mondscheinsucher. Mathematiker entschlüsseln das Geheimnis der Symmetrie. C. H. Beck, München 2008, ISBN 978-3-406-57670-6.
  - Als Taschenbuch: Das Geheimnis der Symmetrie. Mathematiker entschlüsseln ein Rätsel der Natur. dtv, 2011, ISBN 978-3-423-34658-0.
  - Originaltitel: Finding Moonshine. A Mathematician's Journey through Symmetry. Fourth Estate, London 2007.
  - US-Ausgabe: Symmetry. A Journey into the Patterns of Nature. HarperCollins, New York 2008.

- Die Musik der Primzahlen. Auf den Spuren des größten Rätsels der Mathematik. C. H. Beck, München 2003, ISBN 3-406-52320-X.
  - Als Taschenbuch: dtv, 2006, ISBN 3-423-34299-4.
  - Originaltitel: The Music of the Primes. Searching to Solve the Greatest Mystery in Mathematics. Fourth Estate, London 2003.

- Der Creativity Code. Wie künstliche Intelligenz schreibt, malt und denkt. C. H. Beck, München 2021, ISBN 978-3-406-76579-7.
  - Originaltitel: The Creativity Code: How AI is learning to write, paint and think. Fourth Estate, London 2019.

Ausschließlich auf Englisch erschienen:
- Around the World in 80 Games. A Mathematician Unlocks the Secrets of the World's Greatest Games. Fourth Estate, London 2023.
- What We Cannot Know. Explorations at the Edge of Knowledge. Fourth Estate, London 2016.
- mit Luke Woodward: Zeta Functions of Groups and Rings (= Lecture Notes in Mathematics). Springer, Berlin 2008.
- mit Dan Segal und Aner Shalev (Hrsg.): New Horizons in pro-p groups (= Progress in Mathematics. Vol. 184). Birkhäuser, Boston / Basel / Berlin 2000.

### Artikel
- Prime Numbers Get Hitched, Seed Magazine (März 2006).
- The music of the primes, Plus Magazine, Issue 28 (Januar 2004).
- The prime number lottery, Plus Magazine, Issue 27 (November 2003).
- Beckham in his prime number, Plus Magazine, Issue 26 (September 2003).

## Auszeichnungen
- 2001 erhielt Sautoy den Berwick-Preis der London Mathematical Society.
- 2010 wurde Sautoy zum Officer of the Order of the British Empire (OBE) ernannt.